# 치타공 증권거래소

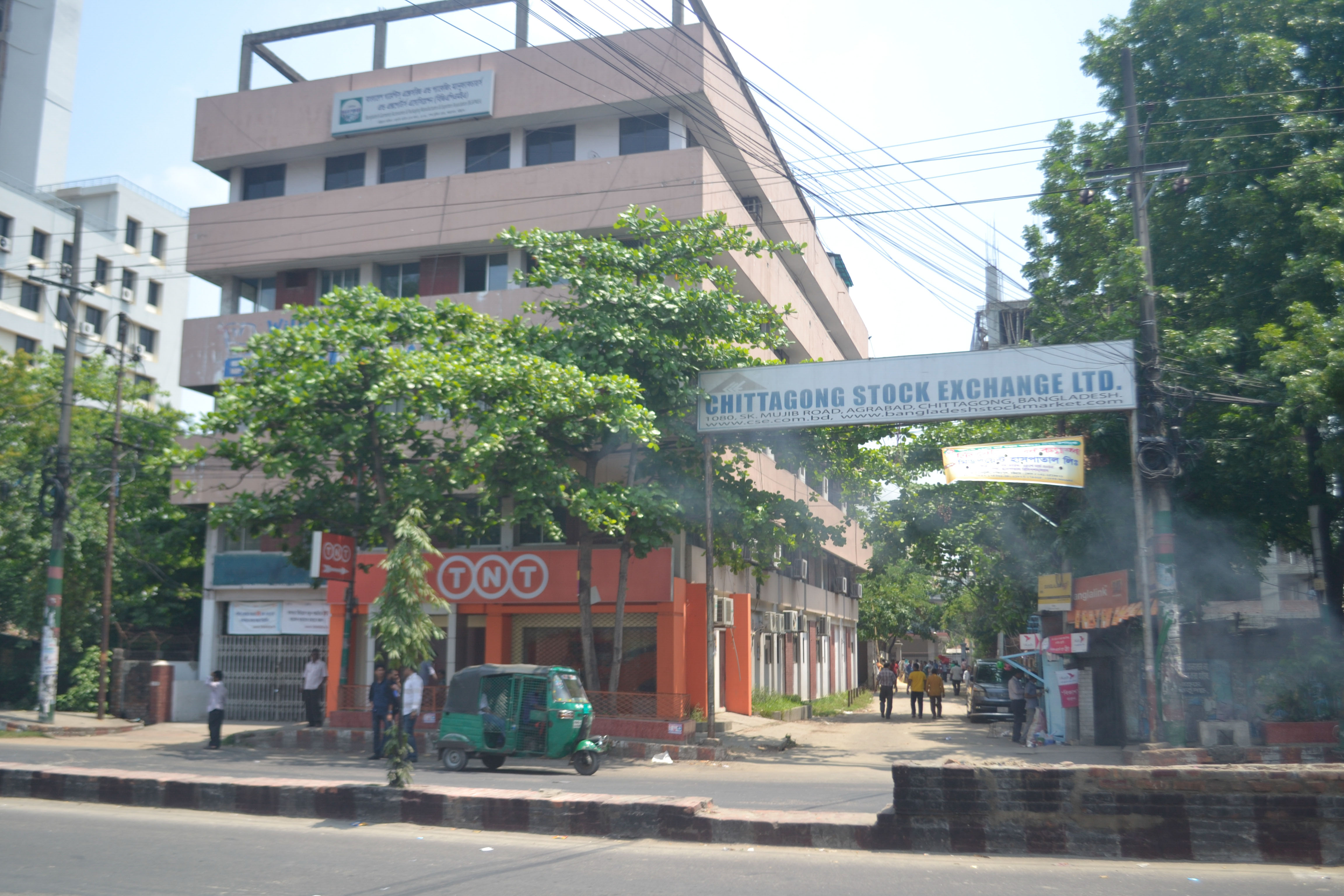

다카 증권거래소(벵골어: চট্টগ্রাম স্টক এক্সচেঞ্জ, 영어: Chittagong Stock Exchange, DSE)는 방글라데시 치타공에 소재한 증권거래소이다. 1995년 2월 12일에 설립되었다.